# 안토니우스 반 덴 브록
안토니우스 요하네스 반 덴 브록(Antonius Johannes van den Broek, 1870년 5월 4일 ~ 1926년 10월 25일)은 네덜란드의 아마추어 물리학자로서 주기율표의 원소 번호(현재의 원자 번호)가 원자핵의 전하와 일치한다는 사실을 처음으로 깨달은 것으로 유명하다. 이 가설은 1911년에 발표되었고 1913년까지 이에 대한 좋은 실험적 증거를 발견한 헨리 모즐리의 실험에 영감을 주었다.

## 생애
반 덴 브록은 민법 공증인의 아들로 변호사 교육을 받았다. 그는 레이던 대학교와 파리의 소르본 대학교에서 공부하여 1895년에 라이덴 대학교에서 학위를 받았다. 1895년부터 1900년까지 그는 1900년까지 헤이그에서 변호사 사무실을 운영했으며 그 후 빈과 베를린에서 수리경제학을 공부했다. 그러나 1903년부터 그의 주요 관심사는 물리학이었다. 1903년에서 1911년 사이의 대부분의 시간 동안 그는 프랑스와 독일에서 살았다. 대부분의 논문은 1913년에서 1916년 사이에 Gorssel에 살면서 썼다. 그는 1906년에 엘리자베스 마가레타 마우브(Elisabeth Margaretha Mauve)와 결혼하여 5명의 자녀를 두었다.

## 과학에 대한 주요 공헌
원자핵의 전하와 주기율표의 직접적인 상관관계에 대한 생각은, 어니스트 러더퍼드가 원자내에 작은 하전 핵이 존재함 ( 러더퍼드 원자 모형 참조)을 보여주는 자신의 실험을 결과를 발표한 지 겨우 1개월이 지난 1911년 7월 20일 《네이처》에 발표된 그의 논문에 포함되어 있다. 그런데 러더퍼드의 원래 논문에서는 핵의 전하가 수소 질량의 정수 단위로 했을 때, 원자 원자량의 약 절반 정도의 크기에 해당한다는 점만 언급되어 있고, 러더퍼드는 이를 바탕으로 원자핵이 원자량의 절반에 해당하는 전하를 띤 여러 개의 헬륨 핵으로 구성되어 있다는 가설을 제안했다. 이에 따르면 금과 같이 매우 큰 원자에서는 이 규칙에서 약간의 편차가 있지만, 더 작은 원자에서는 핵의 전하가 원자 번호와 거의 동일하게 된다. 예를 들어, 러더퍼드는 금의 전하가 약 100 단위임을 발견했는데 아마도 정확하게는 (원자량의 절반에 가까운 값인) 98단위일 것이라고 생각했다. 그러나 주기율표에서 금의 위치(따라서 원자 번호)는 79로 알려져 있었다.
따라서 러더퍼드는 원자핵의 전하 수가 주기율표의 위치( 원자 번호 )와 정확히 일치할 수 있다는 제안을 하지는 않았는데, 바로 이것이 반 덴 브록이 제안한 아이디어이다. 당시 대부분의 물리학자들은 주기율표(또는 원자 번호)에서 원소의 자리 수를 물리적 특성으로 생각하지 않았다. 반덴브록의 이론을 시험한다는 명시적인 아이디어를 가지고 원자의 보어 모델에 따른 실험인 헨리 모즐리의 실험이 있은 후에야 비로소 원자 번호가 실제로 순전히 물리적 속성(핵의 전하)이라는 점과 반덴브록의 원래 추측이 정확하거나 적어도 거의 정확하였다는 것을 깨닫게 되었다. 모즐리의 실험에서는 보어의 방정식과 Z 가 원자 번호일 때 Z -1의 전하에 의하여 가장 잘 설명되는 핵의 전하를 실제로 발견했다( 모즐리의 법칙 참조). 
헨리 모즐리는 원자 번호와 X선 방출에 관한 그의 논문에서 러더퍼드와 반덴브록의 모델만을 언급하였다.